# Костин връх
Костин връх е 871 м висок връх в Широка планина, част от Предбалкана в Северозападна България.
Намира се в Община Монтана в Област Монтана. Северно от Костин връх извира река Цибрица под името Селска бара.